# Claro (entreprise)
Pour les articles homonymes, voir Claro (homonymie).
Claro est une société de télécommunications mexicaine. C'est une filiale d'América Móvil. Cet opérateur a plus de 50 millions de clients[réf. nécessaire].